# Eben Wever Martin
Eben Wever Martin (ur. 12 kwietnia 1855 w Maquoketa, Iowa, zm. 22 maja 1932 w Hot Springs, Dakota Południowa) – amerykański polityk związany z Partią Republikańską.
W latach 1901–1907 przez trzy dwuletnie kadencje Kongresu Stanów Zjednoczonych był przedstawicielem drugiego okręgu wyborczego w stanie Dakota Południowa w Izbie Reprezentantów Stanów Zjednoczonych. W 1906 roku zamiast ubiegać się o kolejną reelekcję nieskutecznie wystartował w wyborach do Senat Stanów Zjednoczonych. Jednak już w 1907 roku powrócił do Izby Reprezentantów jako przedstawiciel drugiego okręgu wyborczego, gdy zmarł wybrany wcześniej na jego miejsce William Henry Parker. W latach 1908–1913 reprezentował w niej drugi okręg wyborczy, a w latach 1913–1915 był przedstawicielem nowo utworzonego trzeciego okręgu wyborczego w stanie Dakota Południowa.